# John Spotiswood

An introduction to the knowledge, 1708 (Fondazione Mansutti, Milano).

John Spotiswood (1667 – 1728) è stato un giurista britannico.

## Biografia
Di origini scozzesi, studiò matematica all'Università di Edimburgo, scegliendo poi di fare l'avvocato e di trasferirsi nei Paesi Bassi per studiare giurisprudenza con Gerard Noodt a Leida. Si laureò nel 1696 e fece ritorno in Scozia, per insegnare diritto scozzese, romano e processuale. Il suo saggio An introduction to the knowledge of the stile of writs, simple and compound, made use of in Scotland (1708) fa riferimento proprio ai processi e fu ristampato in più occasioni.